# Esdal College
Het Esdal College is een openbare scholengemeenschap met locaties in Emmen, Borger, Klazienaveen en Oosterhesselen. De school biedt veel mogelijkheden: vmbo-beroepsgericht, mavo, havo, atheneum en gymnasium. Deze scholengemeenschap is gevestigd in Drenthe en is met circa 2900 leerlingen een van de grootste scholengemeenschappen in Drenthe.

## Geschiedenis
In 1994 fuseren een aantal scholen, waaruit het Esdal College ontstaat met de volgende locaties:
- 1 - locaties in Emmen: locatie Boermarkeweg, locatie Oosterstraat, Esdal Vakcollege Emmen (sinds januari 2021 gevestigd aan de Oosterstraat)
- 2 - locatie Oosterhesselen
- 3 - locatie Klazienaveen
- 4 - locatie Borger

Wegens de meerdere locaties in Emmen, is besloten dat de centrale directie ook in Emmen werd gevestigd.

## Inrichting onderwijs
Het Esdal College biedt de volgende opleidingen: 
- vmbo-basis- en kaderberoepsgerichte leerweg
- vmbo-kaderberoepsgerichte leerweg/mavo
- vmbo-gemengde leerweg
- mavo
- mavo-plus
- havo
- atheneum
- gymnasium

Binnen de opleiding vmbo kan worden gekozen voor de beroepsgerichte profielen:
- horeca, bakkerij & recreatie
- mobiliteit & transport
- bouwen, wonen & interieur
- zorg & welzijn
- dienstverlening & producten